# Sechsdimensionale holomorphe Chern-Simons-Theorie
Sechsdimensionale holomorphe Chern-Simons-Theorie (auch D = 6 holomorphe Chern-Simons-Theorie, kurz D = 6 HCS), alternativ auch nur holomorphe Chern-Simons-Theorie, ist im mathematischen Teilgebiet der Differentialgeometrie eine Eichtheorie über einer dreidimensionalen komplexen Mannigfaltigkeit (also mit sechs reellen Dimensionen). Dabei stammt die Benennung von der Verwendung einer holomorphen Analogie der Chern-Simons-3-Form in der Wirkung, kombiniert mit einer holomorphen (0,3)-Form mithilfe des Dachproduktes. Eine Wirkung nur mit einer einzigen Chern-Simons-Formen ist nicht möglich, da diese nur in ungeraden Dimensionen existieren. Benannt ist die Theorie nach Shiing-Shen Chern und James Simons, welche die zugrundeliegenden Chern-Simons-Formen erstmals im Jahr 1974 beschrieben.

## Formulierung
Sei {\displaystyle G} eine einfache komplexe Lie-Gruppe mit Lie-Algebra {\displaystyle {\mathfrak {g}}}. Sei {\displaystyle E\twoheadrightarrow B} ein {\displaystyle G}-Hauptfaserbündel mit einer dreidimensionalen komplexen Mannigfaltigkeit {\displaystyle B} (womit auch {\displaystyle E} eine komplexe Mannigfaltigkeit ist). Sei {\displaystyle \operatorname {Ad} (E):=E\times _{G}{\mathfrak {g}}\twoheadrightarrow B} das adjungierte Vektorbündel. Sei {\displaystyle {\overline {A}}\in \Omega ^{(0,1)}(B,\operatorname {Ad} (E))} ein komplexer Zusammenhang und {\displaystyle \Omega \in \Omega ^{(3,0)}(B,\operatorname {Ad} (E))}.
Die holomorphe Chern-Simons-3-Form ist gegeben durch:
{\displaystyle \operatorname {HCS} ({\overline {A}}):=\operatorname {tr} \left({\overline {A}}\wedge {\overline {\partial }}{\overline {A}}+{\frac {2}{3}}{\overline {A}}\wedge {\overline {A}}\wedge {\overline {A}}\right)\in \Omega ^{(0,3)}(B).}
Dabei ist die Spur {\displaystyle \operatorname {tr} } eine {\displaystyle G}-invariante (definiert mithilfe der adjungierten Darstellung) Bilinearform auf der Lie-Algebra {\displaystyle {\mathfrak {g}}}, welche dafür sorgt, dass die Differentialformen keine Koeffizienten mehr in dieser annehmen. Da die Lie-Gruppe {\displaystyle G} und demnach auch die Lie-Algebra {\displaystyle {\mathfrak {g}}} einfach sind, ist diese Bilinearform proportional zur Killing-Form. Oft wird daher einfach direkt diese verwendet. (Im Falle einer Matrizengruppe {\displaystyle G} und einer Matrizenalgebra {\displaystyle {\mathfrak {g}}} kann dabei einfach die gewöhnliche Spur {\displaystyle \operatorname {tr} } von quadratischen Matrizen genommen werden.) Die Wirkung der sechsdimensionalen holomorphen Chern-Simons-Theorie ist gegeben durch:
{\displaystyle S({\overline {A}}):=-{\frac {i}{2\pi }}\int _{B}\Omega \wedge \operatorname {HCS} ({\overline {A}}).}
Dabei ist {\displaystyle \Omega \wedge \operatorname {HCS} ({\overline {A}})\in \Omega ^{(3,3)}(B)} wie für die Integration über {\displaystyle B} notwendig.

## Verbindungen
Vierdimensionale Chern-Simons-Theorie (D = 4 CS) ergibt sich durch Symmetriereduktion aus der sechsdimensionalen holomorphen Chern-Simons-Theorie über dem Twistor-Raum, der Eigenbezeichnung des dritten komplexen projektiven Raumes {\displaystyle \mathbb {C} P^{3}}. Ebenfalls daraus ableiten lassen sich die antiselbstdualen Yang-Mills-Gleichungen (ASDYM-Gleichungen) in vier Dimensionen, wobei beide zur Beschreibung von integrierbaren Systemen benutzt werden können. Im hinteren Fall ist dies als Ward-Vermutung bekannt. Beide Wege aus D = 6 HCS über D = 4 CS und ASDYM führen auf das gleiche Resultat.